# Jacopo Contarini
Jacopo Contarini, död 1280, var en venetiansk doge. Han var regerande doge av Venedig 1275–1280. 